# Doktor Strange (film)
Doktor Strange (oryg. Doctor Strange) – amerykański fantastycznonaukowy film akcji z 2016 roku na podstawie serii komiksów o superbohaterze o tym samym pseudonimie wydawnictwa Marvel Comics. Za reżyserię odpowiadał Scott Derrickson na podstawie scenariusza napisanego razem z C. Robertem Cargillem i Jonem Spaihtsem. Tytułową rolę zagrał Benedict Cumberbatch, a obok niego w rolach głównych wystąpili: Chiwetel Ejiofor, Rachel McAdams, Benedict Wong, Michael Stuhlbarg, Benjamin Bratt, Scott Adkins, Mads Mikkelsen i Tilda Swinton.
Główny bohater, neurochirurg Stephen Strange, po wypadku samochodowym odkrywa nieznany mu świat magii i alternatywnych wymiarów.
Doktor Strange wchodzi w skład III Fazy Filmowego Uniwersum Marvela. Jest to czternasty film należący do tej franczyzy i tworzy on jej pierwszy rozdział zatytułowany Saga Nieskończoności. Jego kontynuacja Doktor Strange w multiwersum obłędu została zapowiedziana na 2022 rok.
Światowa premiera filmu miała miejsce 20 października 2016 roku w Los Angeles. W Polsce zadebiutował on 26 października tego samego roku. Przy budżecie 165 milionów dolarów Doktor Strange zarobił prawie 680 milionów dolarów. Film otrzymał również pozytywne oceny od krytyków.

## Streszczenie fabuły
W Nepalu czarownik Kaecilius i jego fanatycy wchodzą do tajnej siedziby w Kamar-Taj i mordują bibliotekarza. Kradną kilka stron z mistycznego tekstu należącego do Starożytnej, długowiecznej czarodziejki, która uczyła każdego ucznia sztuk mistycznych w Kamar-Taj, również Kaeciliusa. Starożytna wyrusza w pościg za zdrajcami, ale Kaecilius i jego stronnicy uciekają .
W Nowym Jorku Stephen Strange, uznany, ale arogancki neurochirurg, ulega ciężkiemu wypadkowi samochodowemu. Wskutek którego traci częściowo władzę w dłoniach, a co za tym idzie nie może już operować. Utrata pracy, w której się spełniał i dającej wielkie pieniądze jest ciosem, który niszczy jego życie. Koleżanka z pracy, chirurg i była kochanka, Christine Palmer, próbuje pomóc mu się z tym pogodzić, jednak Strange daremnie poddaje się coraz to kolejnym eksperymentalnym zabiegom, aby wyleczyć ręce. Strange dowiaduje się o Jonathanie Pangbornie, który był sparaliżowany, ale w tajemniczy sposób odzyskał pełną władzę w nogach. Pangborn kieruje Strange’a do Kamar-Taj, gdzie natrafia na czarownika Karla Mordo, który kieruje go do Starożytnej. Starożytna demonstruje Strange’owi swoją moc ujawniając mu istnienie płaszczyzny astralnej i innych wymiarów, takich jak Wymiar Lustrzany. Pomimo arogancji Strange’a, która przypomina jej Kaeciliusa, ostatecznie zgadza się go szkolić .
Strange uczy się magii pod okiem Starożytnej i Mordo oraz korzysta ze starożytnych ksiąg w bibliotece, które są strzeżone przez mistrza Wonga. Strange dowiaduje się, że Ziemia jest chroniona przed zagrożeniami z innych wymiarów poprzez specjalny ekran utworzony z trzech budynków zwanych Sanktuariami, a ich ochroną zajmują się czarownicy. Są one umiejscowione w Nowym Jorku, Londynie i Hongkongu; połączone są między sobą i z Kamar-Taj. Strange szybko robi postępy i potajemnie czyta księgę, z której Kaecilius wykradł strony. Dowiaduje się z niej, jak zaginać czas dzięki Oku Agamotto. Mordo i Wong ostrzegają go przed łamaniem praw natury i porównują to do chęci pozyskania przez Kaeciliusa życia wiecznego .

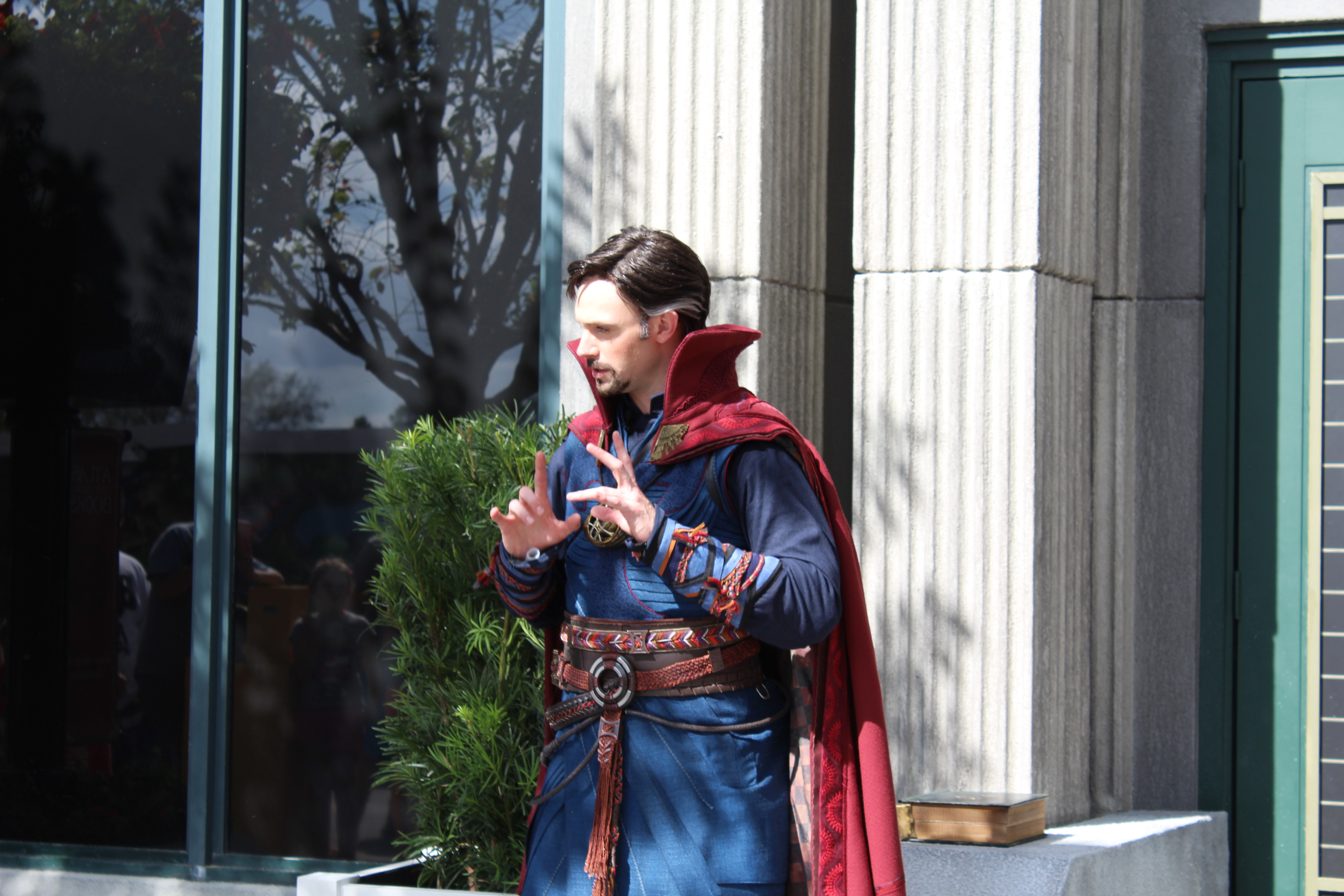
Cosplay filmowego Doktora Strange’a

Kaecilius używa skradzionych stron, aby skontaktować się z Dormammu z Mrocznego Wymiaru, gdzie czas nie istnieje. Kaecilius niszczy Sanktuarium w Londynie, aby osłabić ochronę Ziemi, następnie wyznawcy Kaeciliusa atakują Sanktuarium w Nowym Jorku i zabijają jego strażnika, ale Strange’owi udaje się ich powstrzymać za pomocą płaszcza lewitacji, do czasu przybycia na miejsce Mordo i Starożytnej. Strange i Mordo są rozczarowani Starożytną, kiedy dowiadują się od Kaeciliusa, że Starożytna czerpie swoją długowieczność dzięki mocy z Mrocznego Wymiaru. Kaecilius śmiertelnie rani Starożytną i ucieka do Hongkongu. Przed śmiercią rozmawia ze Strangem i mówi mu, że by pokonać Kaeciliusa sam będzie zmuszony do nagięcia zasad. Strange i Mordo przybywają do Hongkongu zastając martwego Wonga, zniszczone Sanktuarium oraz Mroczny Wymiar pochłaniający Ziemię. Strange aby złapać w pułapkę Dormammu używa Oka Agamotto umieszczając jego i siebie w nieskończonej pętli czasowej. Po wielokrotnym i bezskutecznym zabiciu Strange’a, Dormammu godzi się aby opuścić Ziemię i zabrać Kaeciliusa i jego wyznawców w zamian za przerwanie pętli czasu .
Mordo, rozczarowany postępowaniem Strange’a i Starożytnej, którzy przeciwstawili się prawom natury, postanawia odejść. Strange zwraca Oko Agamotto do Kamar-Taj, a sam kontynuuje naukę w Sanktuarium w Nowym Jorku. W scenie pomiędzy napisami Strange zgadza się pomóc Thorowi w odnalezieniu jego ojca, Odyna. W scenie po napisach Mordo spotyka się z Pangbornem i odbiera mu mistyczną energię, dzięki której Pangborn ponownie chodził stwierdzając, że Ziemia ma „zbyt wielu czarowników” .

## Obsada
| Polski dubbing |
| • Michał Żebrowski jako Stephen Strange • Przemysław Sadowski jako Karl Mordo • Kamilla Baar-Kochańska jako Christine Palmer • Michał Piela jako Wong • Robert Majewski jako Nicodemus West • Szymon Kuśmider jako Jonathan Pangborn • Robert Więckiewicz jako Kaecilius • Danuta Stenka jako Starożytna |

- Benedict Cumberbatch jako Stephen Strange, neurochirurg, który po ciężkim wypadku samochodowym odkrywa świat magii i alternatywnych wymiarów[6].
- Chiwetel Ejiofor jako Karl Mordo, mistrz mistycznych sztuk, były uczeń Starożytnej[7].
- Rachel McAdams jako Christine Palmer, chirurg, koleżanka Strange’a z pracy i jego była dziewczyna[8][9].
- Benedict Wong jako Wong, mistrz mistycznych sztuk, sojusznik Strange’a[10].
- Michael Stuhlbarg jako Nicodemus West, chirurg i rywal Strange’a[11].
- Benjamin Bratt jako Jonathan Pangborn, inwalida, który wyleczył paraliż za pomocą magii i przekazał Strange’owi informacje o Kamar-Taj[12][13] .
- Scott Adkins jako Lucian Aster, jeden z fanatyków Kaeciliusa[14][15].
- Mads Mikkelsen jako Kaecilius, mistrz mistycznych sztuk, który stworzył własną sektę przeciwko Starożytnej[16][9].
- Tilda Swinton jako Starożytna, mistyczka, która zostaje mentorem i nauczycielem Stephena Strange’a[7].

W filmie ponadto wystąpili: Zara Phythian, Katrina Durden i Alaa Safi jako fanatycy Kaeciliusa; Mark Anthony Brighton jako Daniel Drumm, Linda Louise Duan jako Tina Minoru i Topo Wresniwiro jako Hamir, mistrzowie mistycznych sztuk  oraz prezenter telewizyjny, Pat Kiernan, zagrał samego siebie. Cumberbatch, poza tytułowym bohaterem, zagrał dzięki technologii motion capture swojego przeciwnika, Dormammu, któremu również podłożył głos, który został zmiksowany z głosem innego brytyjskiego aktora.
W rolach cameo pojawili się: Stan Lee, twórca komiksów Marvel Comics jako pasażer autobusu czytający książkę oraz w scenie po napisach Chris Hemsworth jako Thor.

## Produkcja

### Rozwój projektu

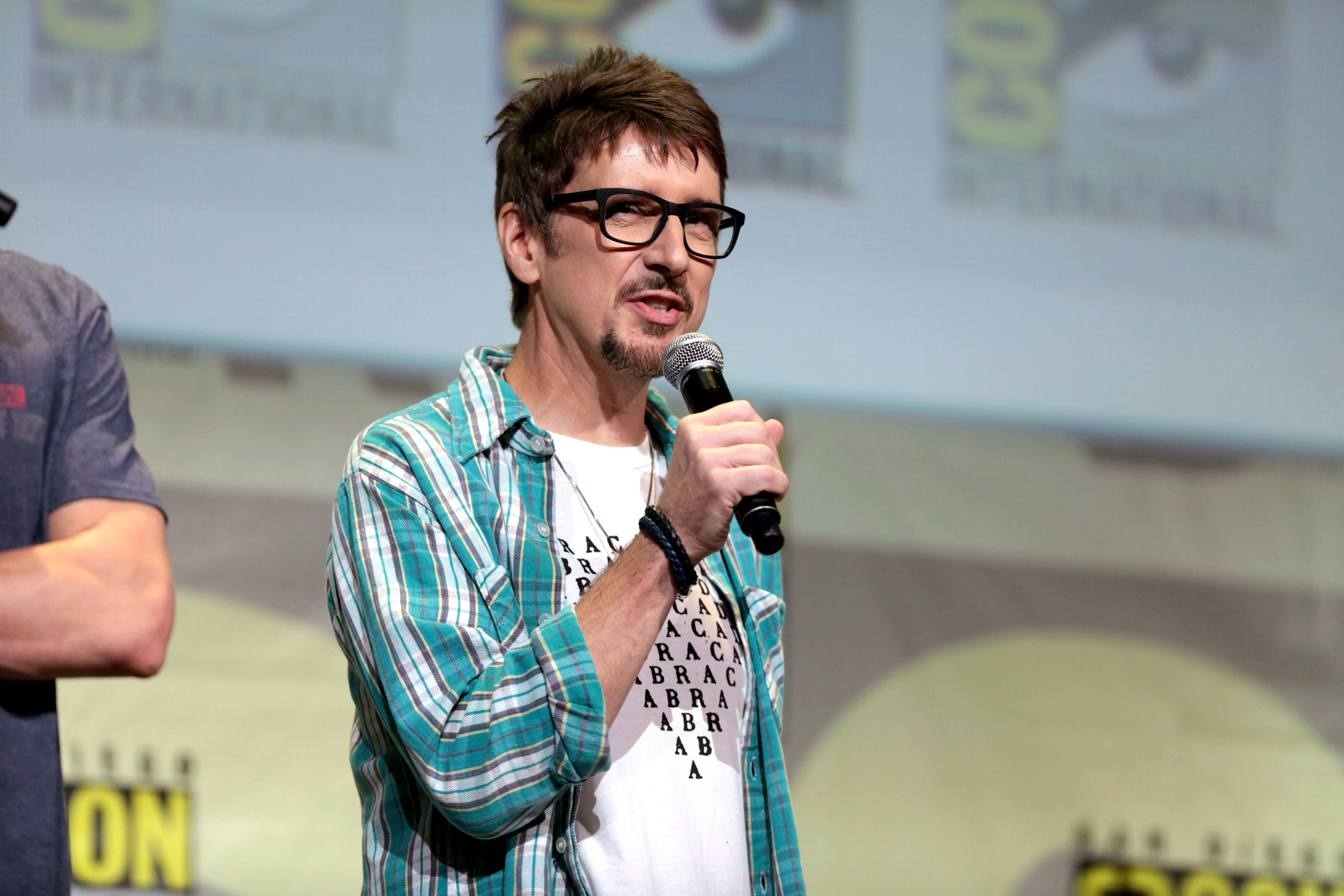
Reżyser filmu, Scott Derricson

Pierwsze plany produkcyjne filmu pojawiły się w 1986 roku wraz ze scenariuszem Boba Gale’a, jednak film nie został zrealizowany. Następnie w 1989 roku nad scenariuszem pracował Alex Cox i Stan Lee. Scenariusz ten bez skutku krążył po różnych studiach. W 1992 roku do napisania scenariusza i reżyserii filmu został zatrudniony Wes Craven z datą wydania zaplanowaną wstępnie na 1994 lub 1995 rok. David S. Goyer dokończył ten scenariusz w 1995 roku. W kwietniu 1997 roku Columbia Pictures zakupiło prawa do ekranizacji i zatrudniła Jeffa Welcha do napisania scenariusza. Producentami tego filmu mieli być Bernie Brillstein i Brad Grey. W 2000 roku Columbia Pictures porzuciło projekt. W tym czasie nad scenariuszem pracował Michael France, a reżyserią filmu zainteresowani byli Chuck Russell i Stephen Norrington. W czerwcu 2001 roku prawa do postaci nabyło Dimension Films. W projekt ponownie zaangażował się Goyer na stanowisku scenarzysty i reżysera filmu. W sierpniu prawa odkupiło Miramax Films, a Goyer w marcu 2002 roku zrezygnował z projektu. Rok później zapowiedziano premierę filmu na 2005 rok, jednak w czerwcu 2004 scenariusz jeszcze nie był gotowy, a prezes Marvel Studios, Avi Arad, wyjawił, że są problemy z jego napisaniem. W 2005 roku Paramount Pictures, współpracując z Marvel Studios, odkupił prawa od Miramaxu. Wtenczas budżet filmu był zaplanowany na około 165 milionów dolarów. Thomas Dean Donnelly i Joshua Oppenheimer zostali zatrudnieni w czerwcu 2010 roku do napisania scenariusza, a Patrick Dempsey miał zagrać tytułową rolę.
W styczniu 2013 roku szef Marvel Studios, Kevin Feige, potwierdził, że film wejdzie w skład III Fazy Filmowego Uniwersum Marvela. W lutym 2014 roku poinformowano, że studio rozważało Marka Andrewsa, Jonathana Lewine’a, Nikolaja Arcela i Deana Israelite’a na stanowisku reżysera oraz Jonathana Aibela i Glenna Bergera do napisania scenariusza. W marcu tego samego roku na stanowisko reżysera nadal rozważani byli Andrews i Levine, a dodatkowo także Scott Derrickson, który to w czerwcu ostatecznie został w tej roli zatrudniony. W tym samym miesiącu poinformowano, że Jon Spaihts napisze scenariusz. 28 października 2014 roku podczas MarvelEvent, gdzie przedstawiono filmy wchodzące w skład III Fazy Filmowego Uniwersum Marvela, ostatecznie potwierdzono jego powstawanie i planowaną premierę w listopadzie 2016 roku. W grudniu 2015 roku ujawniono, że C. Robert Cargill, który współpracował z Derricksonem przy filmie Sinister, współtworzył scenariusz do filmu.
Derrickson starając się o angaż do filmu przygotował 12-stronicową scenę filmu zilustrowaną przygotowanymi przez profesjonalnych rysowników ilustracjami, którą zaprezentował podczas spotkania ze studiem. Reżyser zapłacił za to z własnych pieniędzy, jednak uznał to za konieczne, aby pokazać, że zależy mu na pracy nad filmem. Po zatrudnieniu Derricksona, Marvel odkupił od niego przygotowaną scenę i ostatecznie została ona włączona do filmu. Feige i Derrickson poinformowali, że podczas pracami nad filmem inspirowali się pracami Steve’a Ditko oraz komiksami The Oath i Into Shamball. W sierpniu 2016 roku poinformowano, że przy scenariuszu pracował również Dan Harmon. Derrickson chciał, aby głównym antagonistą w pierwszym filmie był Nightmare, z koncepcją koszmarów jako wymiaru. Ostatecznie Feige uznał, że pomysł z wprowadzeniem snów jako kolejnego wymiaru w pierwszym filmie będzie zbyt dużym wyzwaniem. W rezultacie wybrano Dormammu jako głównego antagonistę, jako że jest on najbardziej rozpowszechnionym złoczyńcą z komiksów.

### Casting
Do roli Stephena Strange’a rozważani byli: Joaquin Phoenix, Jared Leto, Tom Hardy, Benedict Cumberbatch, Ethan Hawke, Oscar Isaac, Ewan McGregor, Matthew McConaughey, Jake Gyllenhaal, Colin Farrell, Keanu Reeves i Ryan Gosling. W lipcu 2014 roku Cumberbatch poinformował, że nie będzie mógł zagrać w filmie ze względu na inne zobowiązania. Phoenix negocjował umowę z Marvel Studios od lipca do października. Pod koniec października Cumberbatch jednak rozpoczął negocjacje ze studiem, które zdecydowało się na przesunięcie premiery, aby go pozyskać. W grudniu potwierdzono jego angaż.
W styczniu 2015 roku poinformowano, że Chiwetel Ejiofor rozpoczął negocjacje ze studiem dotyczące roli w filmie. W maju ujawniono, że Tilda Swinton jest w trakcie rozmów dotyczących roli Starożytnej. W czerwcu potwierdzono, że Swinton i Ejiofor jako Mordo zagrają w filmie. W lipcu Rachel McAdams rozpoczęła negocjacje, a w sierpniu Mads Mikkelsen. We wrześniu potwierdzono udział McAdams. W listopadzie do obsady dołączyli Michael Stuhlbarg jako Nicodemus West, Scott Adkins jako Lucian i Amy Landecker jako doktor Brauner oraz potwierdzono udział Mikkelsena. W styczniu 2016 poinformowano, że do obsady dołączył Benedict Wong jako Wong. W czerwcu ujawniono, że Mikkelsen zagra Kaeciliusa, a McAdams wcieli się w Christine Palmer. W lipcu poinformowano, że w filmie wystąpi Benjamin Bratt jako Jonathan Pangborn .
W październiku 2016 roku ujawniono, że Cumberbatch, poza tytułowym bohaterem, zagrał dzięki technologii motion capture swojego przeciwnika, Dormammu, któremu również podłożył głos. Wyjawiono również, że był to pomysł aktora.

### Zdjęcia i postprodukcja

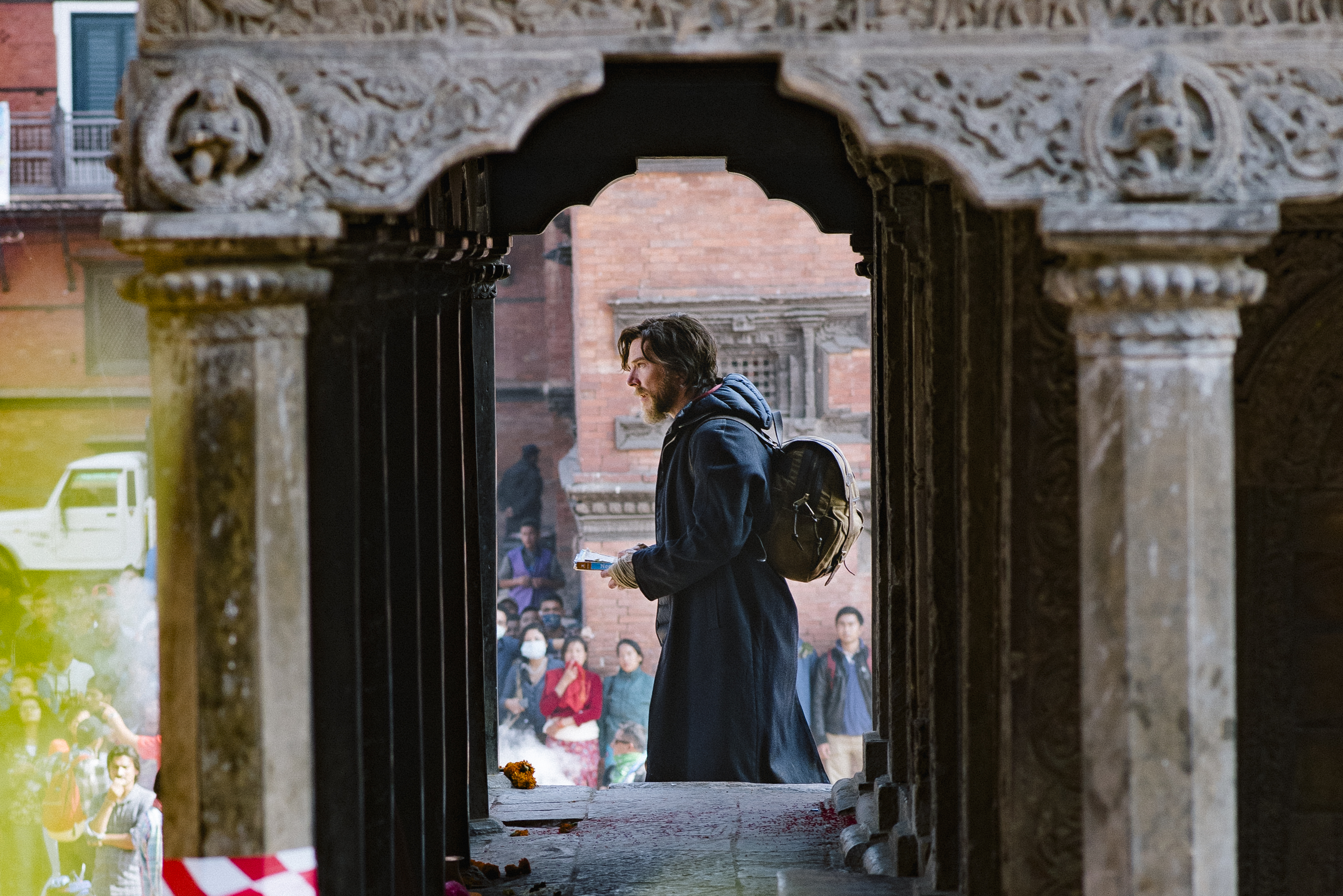
Benedict Cumberbatch na planie filmu w Nepalu

Początkowo zdjęcia były zapowiadane na maj 2015 roku w Anglii, jednak miesiąc przed Kevin Feige ogłosił, że rozpoczną się na jesień. Zdjęcia do filmu rozpoczęły się 4 listopada 2015 roku w Nepalu pod tytułem roboczym Checkmate. Zrealizowano tam zdjęcia w Kotlinie Katmandu, w tym w świątyniach Paśupatinath i Swayambhunath, w dzielnicy Thamel i biznesowej ulicy New Road w Katmandu oraz na Patan Durbar Square w Patanie. 11 listopada prace na planie przeniosły się do Longcross Studios w Surrey w Wielkiej Brytanii. W tym samym miesiącu nakręcono również sceny w dzielnicy Hell’s Kitchen w Nowym Jorku. Sceny Nowego Jorku były kręcone również w Shepperton Studios. W lutym 2016 roku wykonywano zdjęcia na ulicach Londynu. W styczniu 2016 roku zrealizowano sceny w Exeter College w Oksfordzie. Film był kręcony również w Hongkongu. Na początku kwietnia 2016 roku produkcja przeniosła się ponownie do Nowego Jorku, gdzie 3 kwietnia ukończono zdjęcia do filmu. Odpowiadał za nie Ben Davis. Scenografią zajął się Charles Wood, a kostiumy zaprojektowała Alexandra Byrne.
Firma Lamborghini zapewniła sześć samochodów Huracán LP 610-4 Spyders na potrzeby filmu, które zostały zniszczone podczas produkcji. Scenę pomiędzy napisami z udziałem Thora wyreżyserował Taika Waititi przed rozpoczęciem zdjęć do Thor: Ragnarok, natomiast James Gunn nakręcił scenę z udziałem Stana Lee. Dodatkowe zdjęcia do filmu miały miejsce w pierwszej połowie sierpnia 2016 roku.
Montażem zajęli się Wyatt Smith i Sabrina Plisco. Efekty specjalne przygotowały studia: Luma Pictures, Industrial Light & Magic, Method Studios, Framestore, Lola VFX, Rise FX, Crafty Apes, SPOV i The Third Floor, a odpowiadali za nie Stephane Ceretti i Richard Bluff. Industrial Light & Magic pracowało nad scenami w wymiarze lustrzanym w Nowym Jorku oraz nad sceną walki w Hongkongu. Method Studios odpowiadało za podróż Strange’a po wymiarach oraz sceny astralne. Luma Pictures pracowała nad scenami z Dormammu i scenami w wymiarze lustrzanym w Londynie. Framestore przygotowało między innymi efekty związane z płaszczem Strange’a. Lola VFX odpowiadało za oczy fanatyków Kaeciliusa oraz scenę zniewolenia Kaeciliusa przez Strange’a. 10 października 2016 roku Scott Derrickson zakończył pracę nad filmem.

## Muzyka
W maju 2016 roku Michael Giacchino poinformował, że skomponuje muzykę do filmu. Ścieżka dźwiękowa została nagrana w Abbey Road Studios w Londynie przez 80-osobową orkiestrę pod kierownictwem Tima Simoneca. Paul McCartney, który usłyszał podczas nagrań jeden z utworów, porównał go do piosenki The Beatles „I Am the Walrus”. Album z muzyką Giacchino, Doctor Strange Original Motion Picture Soundtrack, został wydany cyfrowo 21 października 2016 roku, a wersja CD 18 listopada tego samego roku przez Hollywood Records.
Derrickson chciał umieścić w filmie piosenkę Boba Dylana, ale nie mógł znaleźć odpowiedniej; ostatecznie wykorzystał utwór „Interstellar Overdrive” zespołu Pink Floyd. Ponadto w filmie wykorzystano utwory: „Shining Star” (Earth, Wind & Fire), „Feels so Good” (Chuck Mangione) i „Single Ladies (Put a Ring on It)” (Beyoncé).
| Doctor Strange Original Motion Picture Soundtrack – 2016 | Doctor Strange Original Motion Picture Soundtrack – 2016 | Doctor Strange Original Motion Picture Soundtrack – 2016 | Doctor Strange Original Motion Picture Soundtrack – 2016 |
| Nr                                                       | Tytuł utworu                                             | Autor                                                    | Długość                                                  |
| -------------------------------------------------------- | -------------------------------------------------------- | -------------------------------------------------------- | -------------------------------------------------------- |
| 1.                                                       | „Ancient Sorcerer’s Secret”                              | Michael Giacchino                                        | 2:37                                                     |
| 2.                                                       | „The Hands Dealt”                                        | Michael Giacchino                                        | 2:56                                                     |
| 3.                                                       | „A Long Strange Trip”                                    | Michael Giacchino                                        | 2:28                                                     |
| 4.                                                       | „The Eyes Have It”                                       | Michael Giacchino                                        | 1:23                                                     |
| 5.                                                       | „Mystery Training”                                       | Michael Giacchino                                        | 1:53                                                     |
| 6.                                                       | „Reading Is Fundamental”                                 | Michael Giacchino                                        | 1:39                                                     |
| 7.                                                       | „Inside the Mirror Dimension”                            | Michael Giacchino                                        | 4:04                                                     |
| 8.                                                       | „The True Purpose of the Sorcerer”                       | Michael Giacchino                                        | 2:09                                                     |
| 9.                                                       | „Sanctimonious Sanctum Sacking”                          | Michael Giacchino                                        | 7:27                                                     |
| 10.                                                      | „Astral Doom”                                            | Michael Giacchino                                        | 3:41                                                     |
| 11.                                                      | „Post Op Paracosm”                                       | Michael Giacchino                                        | 1:15                                                     |
| 12.                                                      | „Hippocratic Hypocrite”                                  | Michael Giacchino                                        | 1:34                                                     |
| 13.                                                      | „Smote and Mirrors”                                      | Michael Giacchino                                        | 6:29                                                     |
| 14.                                                      | „Ancient History”                                        | Michael Giacchino                                        | 4:08                                                     |
| 15.                                                      | „Hong Kong Kablooey”                                     | Michael Giacchino                                        | 3:35                                                     |
| 16.                                                      | „Astral Worlds Worst Killer”                             | Michael Giacchino                                        | 6:17                                                     |
| 17.                                                      | „Strange Days Ahead”                                     | Michael Giacchino                                        | 5:59                                                     |
| 18.                                                      | „Go for Baroque”                                         | Michael Giacchino                                        | 2:55                                                     |
| 19.                                                      | „The Master of the Mystic End Credits”                   | Michael Giacchino                                        | 3:50                                                     |
|                                                          |                                                          |                                                          | 1:06:19                                                  |

## Promocja

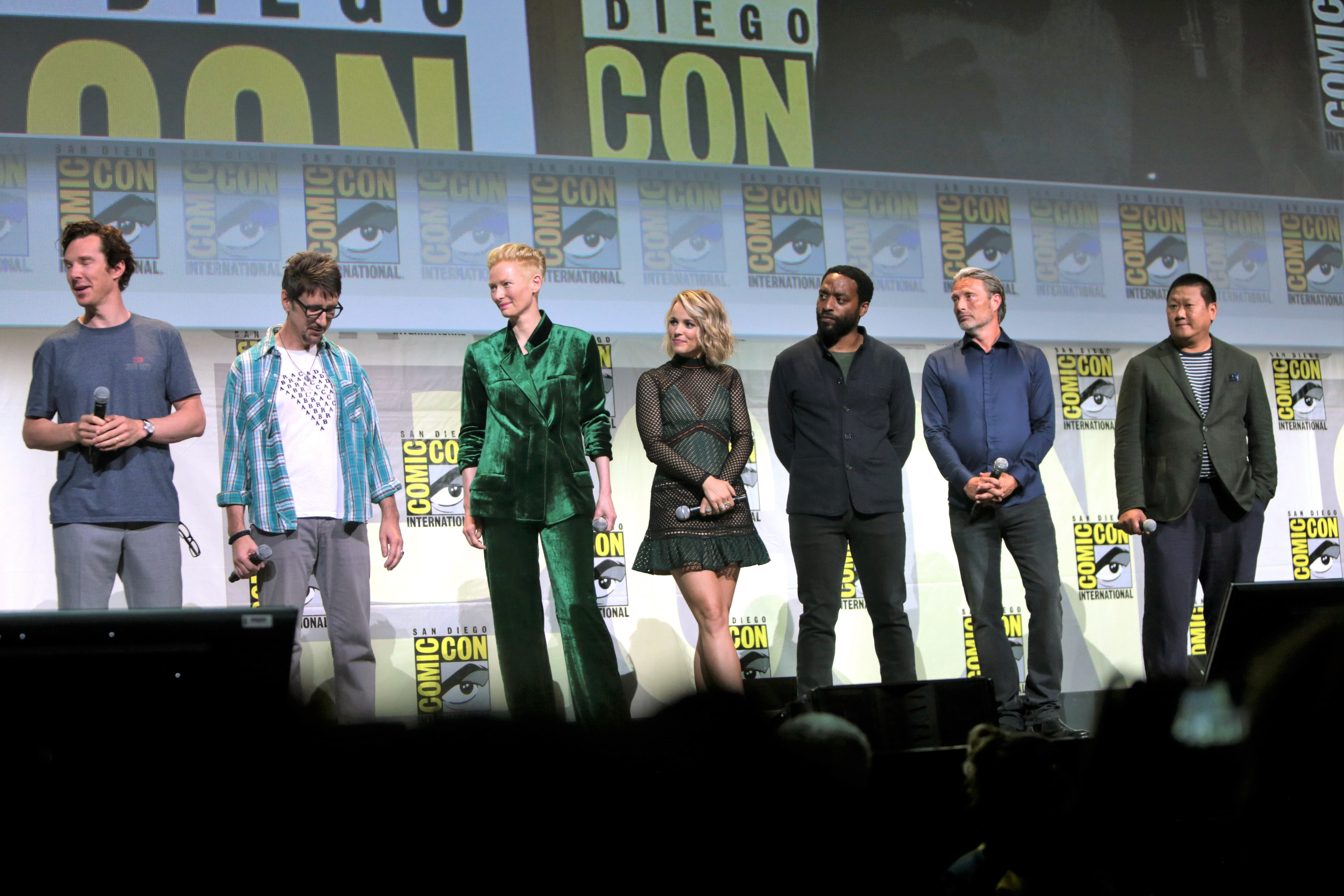
Reżyser filmu i obsada podczas San Diego Comic-Conu 2016

15 sierpnia 2015 roku zaprezentowano szkice koncepcyjne filmu podczas D23 Expo. 12 kwietnia 2016 roku zaprezentowano pierwszy zwiastun filmu podczas programu Jimmy Kimmel Live!. 23 lipca Scott Derrickson, Benedict Cumberbatch, Tilda Swinton, Chiwetel Ejiofor, Rachel McAdams, Mads Mikkelsen i Benedict Wong pojawili się podczas panelu Marvel Studios na San Diego Comic-Conie, gdzie zaprezentowano drugi zwiastun filmu i klip z fragmentami. Ten sam klip pokazano w następnym miesiącu publiczności Asia Pop Comic Convention. 10 października pokazano w kinach IMAX na całym świecie piętnastominutowy materiał filmowy.
Partnerami promocyjnymi byli: Honor, Google, Lamborghini, Microsoft, Yakult, Skype, Philips, Synchrony Bank, Dolby Laboratories, Broadcom i Society for Science & the Public.
Dostępna była również aplikacja „Mixed Reality” na Google Tilt Brush inspirowana różnymi wymiarami z filmu, w której użytkownik za pomocą rzeczywistości wirtualnej mógł uzyskać wciągające wrażenia wizualne.
Komiksy powiązane / Przewodniki
6 lipca i 24 sierpnia 2016 roku Marvel Comics wydało dwu-zeszytowy komiks powiązany Doctor Strange Prelude, za którego scenariusz odpowiadał Will Corona Pilgrim, a za rysunki Jorge Fornés. Natomiast 7 września wydano Marvel’s Doctor Strange Prelude Infinite Comic: The Zealot, za który odpowiadali również Pilgrim i Fornés.
29 marca 2017 roku został wydany cyfrowo Guidebook to the Marvel Cinematic Universe: Marvel’s Doctor Strange, który zawiera fakty dotyczące filmu, porównania do komiksów oraz informacje produkcyjne . 13 grudnia 2017 roku udostępniono drukiem wydanie zbiorcze, zatytułowane Marvel Cinematic Universe Guidebook: The Good, The Bad, The Guardians, w którym znalazła się także treść tego przewodnika.

## Wydanie
Światowa premiera filmu Doktor Strange miała miejsce 13 października 2016 roku w Hongkongu w formie prasowego pokazu przedpremierowego. Amerykańska premiera odbyła się 20 października w TCL Chinese Theatre w Los Angeles. W wydarzeniu tym uczestniczyła obsada, twórcy filmu oraz zaproszeni goście. Premierze towarzyszył czerwony dywan oraz szereg konferencji prasowych.
Dla szerszej publiczności film zadebiutował 25 października w Wielkiej Brytanii. Następnego dnia, 26 października, pojawił się we Francji, Włoszech, Austrii, Belgii, Korei Południowej, Peru, Szwajcarii, Filipinach, Tajwanie i w Polsce. W Stanach Zjednoczonych, Kanadzie, Chinach i Indiach dostępny był od 4 listopada. W Japonii zadebiutował dopiero 27 stycznia 2017 roku. Początkowo amerykańska premiera filmu została zaplanowana na 8 lipca 2016 roku.
Film został wydany cyfrowo w Stanach Zjednoczonych 14 lutego 2017 roku przez Walt Disney Studios Home Entertainment, a 28 lutego tego samego roku na nośnikach DVD i Blu-ray. W Polsce został on wydany 15 marca tego samego roku przez Galapagos.
5 listopada 2018 roku został wydany również w 11-dyskowej wersji kolekcjonerskiej Marvel Cinematic Universe: Phase Three Collection – Part 1, która zawiera 5 filmów rozpoczynających Fazę Trzecią, a 15 listopada następnego roku w specjalnej wersji zawierającej 23 filmy franczyzy tworzące The Infinity Saga.

## Odbiór

### Box office
Doktor Strange mając budżet wynoszący 165 milionów dolarów, zarobił w weekend otwarcia 86 milionów dolarów debiutując w 33 krajach. W Stanach Zjednoczonych i Kanadzie zarobił w weekend otwarcia 85 milionów dolarów. Jego łączny przychód z biletów na świecie osiągnął prawie 678 milionów dolarów, z czego w Stanach Zjednoczonych i Kanadzie prawie 233 miliony.
Do największych rynków należały: Chiny (109,2 miliona), Korea Południowa (41,3 miliona), Wielka Brytania (28,5 miliona), Brazylia (22,7 miliona), Rosja (22,3 miliona), Niemcy (17,4 miliona), Japonia (16,4 miliona), Australia (15,9 miliona) i Francja (15,7 miliona). W Polsce w weekend otwarcia film zarobił prawie 770 tysięcy dolarów, a w sumie ponad 2,4 miliona.

### Krytyka w mediach
Film spotkał się z pozytywną reakcją krytyków. W serwisie Rotten Tomatoes 89% z 377 recenzji uznano za pozytywne, a średnia ocen wystawionych na ich podstawie wyniosła 7,3/10. Na portalu Metacritic średnia ważona ocen z 49 recenzji wyniosła 72 punkty na 100. Natomiast według serwisu CinemaScore, zajmującego się mierzeniem atrakcyjności filmów w Stanach Zjednoczonych, publiczność przyznała mu ocenę A w skali od F do A+.
Alonso Duralde z „The Wrap” napisał: „Doktor Strange, najnowszy film w stale rozwijającym się Filmowym Uniwersum Marvela, rzuca kilka własnych imponujących zaklęć, z których jednym z nich jest odkupienie ekstrawagancji efektów wizualnych. W roku, w którym są one rozdęte, wywołały wysoki poziom zmęczenia grafiką komputerową (...) ta zabawna, dziwaczna przygoda przypomina nam, jak skuteczne mogą one być, gdy mają za sobą trochę wyobraźni”. Peter Debruge z „Variety” stwierdził: „Ogólnie rzecz biorąc, reżyserzy mają mniej miejsca na eksperymenty wprowadzając nowych bohaterów, a jednak pozycja Doktora Strange’a w kanonie Marvela pozwala na pożądaną dozę swobody, a nadprzyrodzony wymiar jego talentów pozwala reżyserowi Scottowi Derricksonowi nieco bardziej nagiąć zasady – niektórzy twierdzą, że za mało”. Eric Goldman z IGN powiedział: „To, co naprawdę sprawia, że Doktor Strange jest zabawnym filmem, to aktorzy i efekty specjalne. Ta niesamowita obsada, w chwilach, kiedy na ekranie spotykają się Cumberbatch, Swinton i Ejiofer, wtedy trudno się nie uśmiechnąć, widząc, jak ci utalentowani aktorzy w pełni zanurzają się w mistycznej części uniwersum Marvela”. David Ehrlich z Indiewire napisał: „Co najgorsze, Doktor Strange bardziej dramatycznie podkreśla uprzedzenia płciowe Marvela niż jakikolwiek poprzedni film, choćby dlatego, że istnieje uderzający kontrast między oklepanym superbohaterem kolesiem a hipnotyzującą damą guru, która przekazuje mu swoją moc. To znaczące, że najpiękniej napisana postać kobieca w MCU jest tak wyraźnie androgyniczna”. James Dyer z „Empire Magazine” napisał: „Dziwaczny i piękny objazd w podróży Marvela, którego kulminacją jest zginający umysł, odwracający oczekiwania akt końcowy. Nie do oglądania pod wpływem”. Todd McCarthy z „The Hollywood Reporter” stwierdził: „ten film akcji, rzekomo zakorzeniony w poszerzających umysł dogmatach wschodniego mistycyzmu, jest na tyle inny, że tworzy solidną niszę obok uznanych maszyn do robienia pieniędzy”. Justin Chang z „Los Angeles Times” napisał: „Przynajmniej na razie mamy tę samodzielną przygodę, która jest na tyle zabawna i charakterystyczna, że rzuca kluczem w koła zębate na linii montażowej Marvela”.
Piotr Wosik z portalu NaEkranie.pl stwierdził: „Doktor Strange płynnie wkomponował się więc w symfonię większego świata i już teraz jest jego integralnym instrumentem. Finałowa potyczka z Dormmamu, w której bohater wprowadza pętlę czasu do krainy bez czasu, staje się zaś metaforą Kinowego Uniwersum Marvela, w którym kolejne produkcje powielają ten sam cykl, ale za każdym razem inaczej. Początek, koniec, początek. Tak jak chcący dopiąć swego i umierający w nieskończoność Stephen Strange, tak Marvel na coraz to różniejsze sposoby przegrywa pomniejsze bitwy o gatunkową rewolucję, aby ewoluując, wygrać artystyczną i komercyjną wojnę o laury krytyków oraz serca i portfele widzów”. Michał Walkiewicz z Filmweb powiedział: „Doctor Strange oczywiście powróci. A wraz z nim jeszcze więcej rajdów przez krajobrazy podświadomości, slapstickowych popisów natchnionej peleryny oraz, miejmy nadzieję, lepszy czarny charakter (Mads Mikkelsen wpisuje się niestety w format nieźle ucharakteryzowanych i całkowicie bezbarwnych złoczyńców Marvela). O miejsce w panteonie filmowych herosów może być spokojny. W końcu kto jeszcze potrafi spuścić komuś łomot – całkiem dosłownie – wychodząc z siebie?”. Krzysztof Pileaszek z IGN Polska napisał: „Po 38 latach doczekaliśmy się drugiej aktorskiej ekranizacji przygód Stephena Strange’a – jednego z najpotężniejszych magów komiksowego uniwersum Domu Pomysłów. O ile film telewizyjny z lat 70. właściwie nie nadaje się dziś do oglądania, to najnowsza produkcja Marvel Studios może uchodzić za jeden z najlepszych filmów rozrywkowych tego roku. I koniecznie trzeba go zobaczyć na jak największym ekranie”. Urszula Schwarzenberg-Czerny z tygodnika stwierdziła, że: „Polityka”: „Ogląda się Doktora Strange z dużym zainteresowaniem. Jednak mnie nadal trochę trudno było patrzeć tu na Swinton, bo ta jak zwykle interesująco gra androgyniczną postać, którą w materiale źródłowym, w komiksach o Doktorze Strange, przedstawiano jednak jako bardzo starego i mądrego Tybetańczyka. Nie sposób nie pamiętać zarzutów stawianych Marvelowi o wybielanie ważnego bohatera i tego, że ani wytwórnia, ani aktorka się do nich w przekonujący sposób nie odnieśli”.

### Nagrody i nominacje
| Rok  | Ceremonia                                  | Kategoria                                                        | Nominowani                                                                     | Rezultat  | Przypis |
| ---- | ------------------------------------------ | ---------------------------------------------------------------- | ------------------------------------------------------------------------------ | --------- | ------- |
| 2016 | Hollywood Film Awards                      | Najlepsze efekty specjalne                                       | Stephane Ceretti i Richard Bluff                                               | Wygrana   | [ 127 ] |
| 2016 | Hollywood Music in Media Awards            | Najlepsza oryginalna ścieżka dźwiękowa w filmie sci-fi / fantasy | Michael Giacchino                                                              | Nominacja | [ 128 ] |
| 2016 | Evening Standard British Film Awards       | Najlepszy aktor                                                  | Benedict Cumberbatch                                                           | Nominacja | [ 129 ] |
| 2016 | Evening Standard British Film Awards       | Najlepszy aktor drugoplanowy                                     | Chiwetel Ejiofor                                                               | Nominacja | [ 129 ] |
| 2016 | Critics Choice Awards                      | Najlepszy film akcji                                             | Doktor Strange                                                                 | Nominacja | [ 130 ] |
| 2016 | Critics Choice Awards                      | Najlepszy film science fiction / horror                          | Doktor Strange                                                                 | Nominacja | [ 130 ] |
| 2016 | Critics Choice Awards                      | Najlepsze fryzury i makijaż                                      | Doktor Strange                                                                 | Nominacja | [ 130 ] |
| 2016 | Critics Choice Awards                      | Najlepsze efekty specjalne                                       | Doktor Strange                                                                 | Nominacja | [ 130 ] |
| 2016 | Critics Choice Awards                      | Najlepszy aktor w filmie akcji                                   | Benedict Cumberbatch                                                           | Nominacja | [ 130 ] |
| 2016 | Critics Choice Awards                      | Najlepsza aktorka w filmie akcji                                 | Tilda Swinton                                                                  | Nominacja | [ 130 ] |
| 2016 | San Diego Film Critics Society             | Najlepsze efekty specjalne                                       | Doktor Strange                                                                 | Nominacja | [ 131 ] |
| 2016 | St. Louis Gateway Film Critics Association | Najlepszy film akcji                                             | Doktor Strange                                                                 | Nominacja | [ 132 ] |
| 2016 | St. Louis Gateway Film Critics Association | Najlepszy horror / film sci-fi                                   | Doktor Strange                                                                 | Nominacja | [ 132 ] |
| 2016 | St. Louis Gateway Film Critics Association | Najlepsze efekty specjalne                                       | Doktor Strange                                                                 | Nominacja | [ 132 ] |
| 2016 | Florida Film Critics’ Circle               | Najlepsze efekty specjalne                                       | Doktor Strange                                                                 | Nominacja | [ 133 ] |
| 2016 | Satelity                                   | Najlepsze kostiumy                                               | Alexandra Byrne                                                                | Nominacja | [ 134 ] |
| 2016 | Satelity                                   | Najlepsze efekty specjalne                                       | Doktor Strange                                                                 | Nominacja | [ 134 ] |
| 2017 | People’s Choice Awards                     | Ulubiony film z końca roku                                       | Doktor Strange                                                                 | Nominacja | [ 135 ] |
| 2017 | Annie Awards                               | Specjalne efekty animowane w filmie aktorskim                    | Doktor Strange                                                                 | Wygrana   | [ 136 ] |
| 2017 | Amerykańska Gildia Aktorów Filmowych       | Najlepszy zespół kaskaderski w filmie                            | Doktor Strange                                                                 | Nominacja | [ 137 ] |
| 2017 | Amerykańska Gildia Scenografów             | Najlepsza scenografia w filmie fantasy                           | Charles Wood                                                                   | Nominacja | [ 138 ] |
| 2017 | VES Awards                                 | Najlepsza animowana postać w filmie aktorskim                    | Stephane Ceretti, Susan Pickett, Richard Bluff, Vincent Cirelli, Paul Corbould | Nominacja | [ 139 ] |
| 2017 | VES Awards                                 | Najlepsze wykreowane środowisko w filmie aktorskim               | Brendan Seals, Raphael A. Pimentel, Andrew Zink, Gregory Ng                    | Nominacja | [ 139 ] |
| 2017 | VES Awards                                 | Najlepsze wykreowane środowisko w filmie aktorskim               | Adam Watkins, Martijn van Herk, Tim Belsher, Jon Mitchell                      | Wygrana   | [ 139 ] |
| 2017 | VES Awards                                 | Najlepsze wirtualne zdjęcia w filmie aktorskim                   | Landis Fields, Mathew Cowie, Frederic Medioni, Faraz Hameed                    | Nominacja | [ 139 ] |
| 2017 | VES Awards                                 | Najlepsze symulacje w fotorealistycznym filmie                   | Florian Witzel, Georges Nakhle, Azhul Mohamed, David Kirchner                  | Nominacja | [ 139 ] |
| 2017 | VES Awards                                 | Najlepsza kompozycja w filmie aktorskim                          | Matthew Lane, Jose Fernandez, Ziad Shureih, Amy Shepard                        | Nominacja | [ 139 ] |
| 2017 | Nagroda Brytyjskiej Akademii Filmowej      | Najlepsza scenografia                                            | Doktor Strange                                                                 | Nominacja | [ 140 ] |
| 2017 | Nagroda Brytyjskiej Akademii Filmowej      | Najlepsza charakteryzacja i fryzury                              | Doktor Strange                                                                 | Nominacja | [ 140 ] |
| 2017 | Nagroda Brytyjskiej Akademii Filmowej      | Najlepsze efekty specjalne                                       | Doktor Strange                                                                 | Nominacja | [ 140 ] |
| 2017 | Amerykańska Gildia Kostiumologów           | Najlepsze kostiumy w filmie fantasy                              | Alexandra Byrne                                                                | Wygrana   | [ 141 ] |
| 2017 | Cinema Audio Society Awards                | Najlepszy film akcji                                             | Doktor Strange                                                                 | Nominacja | [ 142 ] |
| 2017 | Nagroda Akademii Filmowej                  | Najlepsze efekty specjalne                                       | Stephane Ceretti, Richard Bluff, Vincent Cirelli, Paul Corbould                | Nominacja | [ 143 ] |
| 2017 | Empire Awards                              | Najlepszy film sci-fi / fantasy                                  | Doktor Strange                                                                 | Nominacja | [ 144 ] |
| 2017 | Empire Awards                              | Najlepszy aktor                                                  | Benedict Cumberbatch                                                           | Nominacja | [ 144 ] |
| 2017 | Empire Awards                              | Najlepsze kostiumy                                               | Doktor Strange                                                                 | Nominacja | [ 144 ] |
| 2017 | Empire Awards                              | Najlepsze efekty specjalne                                       | Doktor Strange                                                                 | Wygrana   | [ 144 ] |
| 2017 | Empire Awards                              | Najlepsza scenografia                                            | Doktor Strange                                                                 | Nominacja | [ 144 ] |
| 2017 | Nebula Awards                              | Najlepsza prezentacja dramatyczna                                | Doktor Strange                                                                 | Nominacja | [ 145 ] |
| 2017 | Saturn Awards                              | Najlepsza adaptacja komiksu                                      | Doktor Strange                                                                 | Wygrana   | [ 146 ] |
| 2017 | Saturn Awards                              | Najlepsza reżyseria                                              | Scott Derrickson                                                               | Nominacja | [ 146 ] |
| 2017 | Saturn Awards                              | Najlepszy scenariusz                                             | Jon Spaihts, Scott Derrickson i C. Robert Cargill                              | Nominacja | [ 146 ] |
| 2017 | Saturn Awards                              | Najlepszy aktor                                                  | Benedict Cumberbatch                                                           | Nominacja | [ 146 ] |
| 2017 | Saturn Awards                              | Najlepsza aktorka drugoplanowa                                   | Tilda Swinton                                                                  | Wygrana   | [ 146 ] |
| 2017 | Saturn Awards                              | Najlepsza scenografia                                            | Charles Wood                                                                   | Nominacja | [ 146 ] |
| 2017 | Saturn Awards                              | Najlepsza muzyka                                                 | Michael Giacchino                                                              | Nominacja | [ 146 ] |
| 2017 | Saturn Awards                              | Najlepsze efekty specjalne                                       | Stephane Ceretti, Richard Bluff, Vincent Cirelli i Paul Corbould               | Nominacja | [ 146 ] |
| 2017 | Saturn Awards                              | Najlepsze kostiumy                                               | Alexander Byrne                                                                | Nominacja | [ 146 ] |
| 2017 | Saturn Awards                              | Najlepsza charakteryzacja                                        | Jeremy Whitewood                                                               | Nominacja | [ 146 ] |
| 2017 | Teen Choice Awards                         | Ulubiony film fantasy / science-fiction                          | Doktor Strange                                                                 | Nominacja | [ 147 ] |
| 2017 | Teen Choice Awards                         | Ulubiona aktorka w filmie science-fiction / fantasy              | Rachel McAdams                                                                 | Nominacja | [ 147 ] |
| 2017 | Teen Choice Awards                         | Ulubiony aktor w filmie science-fiction / fantasy                | Benedict Cumberbatch                                                           | Nominacja | [ 147 ] |
| 2017 | Golden Trailer Awards                      | Najlepszy film fantasy / przygodowy                              | Doktor Strange                                                                 | Nominacja | [ 148 ] |
| 2017 | Golden Trailer Awards                      | Najlepsza akcja w filmowym spocie telewizyjnym                   | Doktor Strange                                                                 | Nominacja | [ 148 ] |
| 2017 | Golden Trailer Awards                      | Najlepszy spot telewizyjny dla filmu fantasy / przygodowego      | Doktor Strange                                                                 | Nominacja | [ 148 ] |

## Kontynuacja
W grudniu 2018 roku poinformowano, że Scott Derrickson powróci na stanowisku reżysera kontynuacji. Doktor Strange w multiwersum obłędu został oficjalnie zapowiedziany w lipcu 2019 roku. W październiku Jade Bartlett został zatrudniony do napisania scenariusza. W styczniu 2020 roku Derrickson zrezygnował ze stanowiska. W lutym Michael Waldron został zatrudniony jako scenarzysta filmu, a w kwietniu poinformowano, że miejsce Derricksona zajął Sam Raimi. Amerykańska premiera filmu została zapowiedziana na maj 2022 roku. W tytułowej roli powróci Benedict Cumberbatch, a obok niego w głównych rolach wystąpią: Elizabeth Olsen, Chiwetel Ejiofor, Benedict Wong, Rachel McAdams i Xochitl Gomez.
Cumberbatch ponadto zagrał Stephena Strange’a w filmach Avengers: Wojna bez granic z 2018, Avengers: Koniec gry z 2019 oraz Spider-Man: Bez drogi do domu z 2021 roku.